# Оґуті Такахіса
Оґуті Такахіса (яп. 小口 貴久; *11 січня 1979, м. Нагано, Японія) — японський саночник, який виступає в санному спорті на професійному рівні з 1999 року. Є ветераном національної команди, як учасник зимових Олімпійських ігор в одиночних змаганнях в Турині, посівши 20 місце. На світових форумах саночників значних успіхів не здобував (перебуваючи, зазвичай, в межах 2-го десятка). 